# 谢尔曼M1
谢尔曼M1是2015年中国电视剧《海上孟府》中提到的一种虚构坦克。因为现实中并无此型号的坦克，且该剧中对其的描述荒诞，自2017年起谢尔曼M1成为中国的网络爆红现象。

## 概说

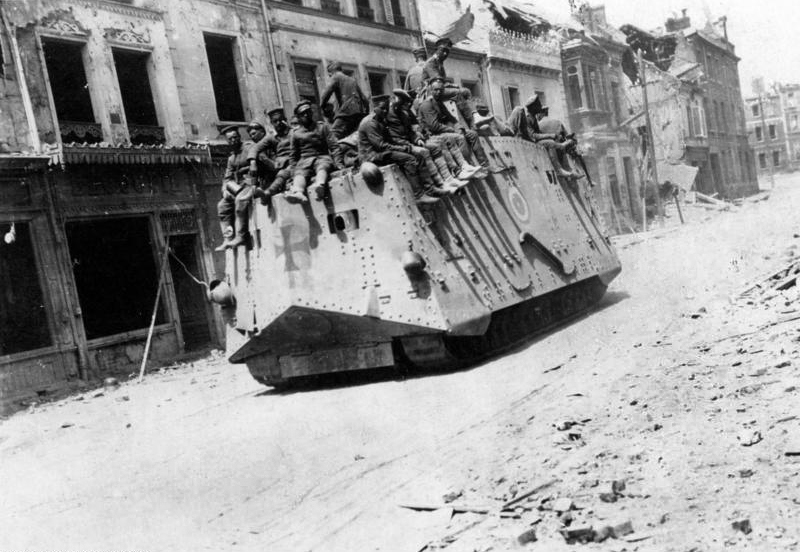
德国在一战中使用的A7V坦克

谢尔曼M1出现在《海上孟府》第27集中。主角孟文禄在一堂课上提到德国在第一次世界大战中装备有一种坦克“谢尔曼M1”，“射速每分钟350发”，“穿甲，爆破，燃烧瞬间完成”，“是战车中的豪杰”，但因为“自重56吨”而“不适合中国”。随后以此为契机引出后面的剧情。

### 错误之处
- 德国在第一次世界大战时使用的坦克是A7V，并不具备片中描述的性能。
- 谢尔曼M1实际是以色列改造的超级谢尔曼的旧型号名。其车体出自美国，也同样不具备片中描述的性能。[1][2]也有说法指，实际上将两代美国著名坦克M4谢尔曼坦克（二战时期）和M1艾布拉姆斯主战坦克（二战后）的名称混淆而成。[3]
- 片中的情节发生在二战爆发前的1930年代。有人認為在那个时代并不存在“一战”的概念，當時一般将第一次世界大战称为“世界大战”或“欧战”。[4]然而其實在二戰爆發前的30年代，當時已有不少人使用「第一次世界大戰」或「第一次大戰」等講法，如毛澤東於1935年12月27日發表的〈論反對日本帝國主義的策略〉就提到「第一次世界大戰後歐洲各國人民的革命是義戰」，[5]而《香港工商日報》 1933年12月7日第四張第二版刊登的專欄文章〈列強國家總動員計劃（一）〉除在副題部分提及「鑒於第一次大戰時之無準備」，內文亦寫到「列強自第一次世界大戰後」。[6]
- 即使现代坦克主炮也不可能具有片中描述的每分钟350发的射速。[3]
- 片中提到的同时具有穿甲、爆破、燃烧的弹药要在1980年代才出现。[7]
- 谢尔曼坦克是美国生产的坦克车族而不是由德国生产，并且当时中国军队对于坦克的概念尚未普及。

## 后续
起初谢尔曼M1并没有引起注意。2017年2月，相关的影片片段被上传到视频网站上。由于其相当反常识的设定，导致迅速在军事爱好者中传播，并在随后成为恶搞的对象。谢尔曼M1这个在现实中并不存在的名称容易让人联想到M4谢尔曼坦克和M1艾布拉姆斯坦克，故此恶搞者多是将M1的炮塔放置在M4谢尔曼的车体上，以组成所谓的“谢尔曼M1”。恶搞者常见的手段诸如制作PS过的图片，恶搞视频或手绘作品。在中国大陆和日本也出现了一些模型制作者将M4的底盘和M1主战坦克的炮塔结合的恶搞模型作品。甚至有模型制造商推出专门的改造服务。亦有一些玩家制作谢尔曼M1的Mod用在坦克世界和一些其他电脑游戏上。
谢尔曼M1有时在网络上会被当做华而不实或不可思议的武器的代称，有些类似“奇迹武器”（德語：Wunderwaffe）在今日德语中的用法。而由于片中曾经称呼谢尔曼M1是“战车中的豪杰”，网络上的军迷有时会用“豪杰”来代称M4谢尔曼坦克。在中国内地一直存在对抗战神剧中荒诞情节的批评。恰好谢尔曼M1之后若干部具有类似荒诞设定的电视剧被挖出，使谢尔曼M1一时也成为抗战神剧中荒诞情节的代名词。
在片中讲述谢尔曼M1的演员段奕宏在一期访谈中表示自己曾经注意到过这个问题而去询问导演。在得到导演“查过资料”的解释后接受了这段台词。段在访谈中也表示自己并不具备相关的知识，基于对制作方的信任而没有进一步深究。
谢尔曼M1爆火之后，有人陆续发现《海上孟府》更多军事技术和历史上的描述错误，使本片遭到更大的质疑。有人注意到《海上孟府》是邹城（剧中段奕宏饰演的孟文禄的故乡）市委宣传部参与投资的作品，因此可能是出于宣传地方的角度拍摄的本片，故并没有太多考虑历史和技术的细节。

## 批评
由于谢尔曼M1出现在较严肃的电视剧中较严肃的武器介绍桥段，一些观点认为部分中国的电视剧制作商“并不尊重历史和艺术”，为了圈钱不惜“大开脑洞”，其粗制滥造已经达到“侮辱观众智商”、“并不想认真拍一部剧”的程度。
但也有观点指出类似的荒诞失误实际上来自电视剧编剧的维权手段。中国电视剧业存在制片方拿到委托剧作者撰写的剧本后又以不采用为借口拒绝付款，实际仍然使用原剧本的侵权手段。由于剧作者不好举证剧本出自自己之手，于是会在提交的初版剧本中暗藏若干明显的错误作为版权陷阱；若制作方最终付款，则会在开拍前提供修正过的剧本，反之，则可以在影片上映后以此作为证据起诉制作方。